# 霉草科

霉草科共包括8属约48种，广泛分布在全球热带和亚热带区域，包括东南亚、中南美洲、非洲、马达加斯加岛北部和澳大利亚东北，中国只有喜荫草属（Sciaphila）1属3种，分布在海南和南方沿海岛屿。喜荫草属的种类最多。
本科植物为腐生草本，茎不分枝；叶退化为鳞片状；小花单性，辐射对称，雌雄同株或异株，花被3－8；蒴果。
1981年的克朗奎斯特分类法单独设立一个霉草目，将本科和无叶莲科一起放入该目，1998年根据基因亲缘关系分类的APG 分类法认为无法将本科放入任何一目，直接列在单子叶植物分支之下， 2003年经过修订的APG II 分类法将本科列入露兜树目。

## 属
- Andruris Schltr.
- Hexuris Miers(SUS) = Peltophyllum Gardner
- Hyalisma Champ. = Sciaphila Blume
- Lacandonia E.Martinez & Ramos = Triuris Miers
- Peltophyllum Gardner
- 喜荫草属 Sciaphila Blume
- Seychellaria Hemsl.
- Soridium Miers
- 死寄生草属 Triuris Miers